# Abdul Naza Alhassan
Abdul Naza Alhassan (sinh ngày 17 tháng 6 năm 1990) là một cầu thủ bóng đá người Ghana.

## Sự nghiệp câu lạc bộ
Abdul Naza Alhassan đã từng chơi cho Shonan Bellmare.

## Thống kê câu lạc bộ

### J.League
| Đội             | Năm       | J.League | J.League | J.League Cup | J.League Cup | Tổng cộng | Tổng cộng |
| Đội             | Năm       | Trận     | Bàn      | Trận         | Bàn          | Trận      | Bàn       |
| --------------- | --------- | -------- | -------- | ------------ | ------------ | --------- | --------- |
| Shonan Bellmare | 2008      | 3        | 0        | -            | -            | 3         | 0         |
| Tổng cộng       | Tổng cộng | 3        | 0        | 0            | 0            | 3         | 0         |